# Читван (район)
Читван (непальск. चितवन जिल्ला) — один из 75 районов Непала. Входит в состав зоны Нараяни, которая, в свою очередь, входит в состав Центрального региона страны. Административный центр — город Бхаратпур.
Граничит с районом Макванпур (на востоке), районом Парса (на юго-востоке), районом Навалпараси зоны Лумбини (на западе), районами Горкха и Танаху зоны Гандаки (на севере), районом Дхадинг зоны Багмати (на северо-востоке) и индийским штатом Бихар (на юге). Площадь района составляет 2218 км². Район назван по долине Читван во Внутренних Тераях, в пределах которой он расположен.
Население по данным переписи 2011 года составляет 579 984 человека, из них 279 087 мужчин и 300 897 женщин. По данным переписи 2001 года население насчитывало 472 048 человек. 81,40 % населения исповедуют индуизм; 13,02 % — буддизм; 3,39 % — христианство; 1,16 % — ислам.
Основу экономики района составляет сельское хозяйство, основными культурами которого являются: рис, кукуруза, пшеница, бобовые, горчица и овощи. Развито птицеводство.